# 2017年科技
2017年科學技術領域所發生的一些重要事件。

## 重大獎項

### 諾貝爾獎
- 物理學：基普·索恩
- 化學：雅克·杜波切特、约阿希姆·弗兰克、理查德·亨德森
- 醫學：杰弗里·霍尔、迈克尔·罗斯巴什、邁克爾·楊
- 文學：石黑一雄
- 和平：國際廢除核武器運動
- 經濟學：理查德·塞勒